# Pepe Aguilar
José Antonio Aguilar Jiménez, (San Antonio, Texas; 7 de agosto de 1968), conocido como Pepe Aguilar, es un cantante, compositor, productor y empresario estadounidense. Su trabajo le ha valido cuatro Premios Grammy, cinco Premios Grammy Latinos, diecinueve premios Lo Nuestro y una estrella en el paseo de la fama de Hollywood.

## Primeros años
Aguilar nació el 7 de agosto de 1968 en San Antonio, Texas, mientras sus padres Antonio Aguilar y Flor Silvestre estaban de gira por los Estados Unidos.

## Carrera

### Pepe Aguilar con tambora
La trayectoria discográfica de Pepe Aguilar como solista inició en 1989 con sencillos para su debut en el cine con la película El hijo de Lamberto Quintero y de ahí saldría a la venta su disco del género tambora titulado Pepe Aguilar con tambora en 1990. A este le siguieron el volumen 2 y 3.

### Recuérdame bonito
En 1992 graba por primera vez con acompañamiento de mariachi. Una producción de Joan Sebastián titulada Recuérdame bonito y el sencillo del mismo nombre logra colocarse en el primer lugar de varios países y mercados importantes del continente, convirtiéndose así en el primero en alcanzar esa posición.[cita requerida]

### Que bueno
En 1994 publica Qué bueno, siendo esta la primera producción que corre a su cargo, con acompañamiento de Mariachi y con doce temas nuevos de varios autores, los arreglos corrieron a cargo de Rigoberto Alfaro y fue el primero de muchos discos grabados en el estudio de Joel Solís.

### Chiquilla bonita
En 1993 presenta el álbum Chiquilla bonita con música de banda. Fue producido y arreglado por él mismo. De este trabajo se promocionaron los temas «Chiquilla bonita» y «El lengua suelta» colocándose este último en los primeros lugares de popularidad.

### Por mujeres como tú
El 28 de julio del mismo año después de varios años sin sacar material por disputas legales con su disquera (Musart), lanza el disco Por mujeres como tú, con alrededor de dos millones de copias vendidas. De este trabajo se desprenden temas como «Por mujeres como tú» y «Directo al corazón» (autoría de Fato) este primero lográndose colocar en las listas de popularidad de Billboard por 52 ocasiones consecutivas.[cita requerida]

### Por el amor de siempre
El 9 de febrero de 1998 promocionó el álbum "Por el amor de siempre” (parte de la trilogía de los "Por" y continuación del disco anterior) el cual fue un tributo a los mejores baladistas de los años setenta, un concepto de remezclas que hasta esa fecha era casi inédito. La producción incluía nuevas versiones de temas hechos éxito en la voz de artistas como Camilo Sesto, José María Napoleón, Ricardo Cerato y José José, entre otros. Este disco también tiene éxito de ventas e igualmente se mantiene alrededor de cuarenta semanas en las listas de radio y ventas.[cita requerida]

### Por una mujer bonita
El 19 de octubre de 1999 es el turno para el último de la trilogía, se titula Por una mujer bonita. Este álbum logra éxito de ventas [cita requerida] y consigue varios premios que otorga la industria latina del espectáculo. También abre puertas hacia otros mercados y críticas al ganar varios premios internacionales, entre ellos, un Grammy tradicional (el primero) en la categoría "Mejor álbum regional mexicano".

### Lo grande de los grandes
El 29 de agosto de 2000 rinde tributo a las grandes estrellas de la música mexicana con el disco Lo grande de los grandes. Este trabajo, según el artista, es un homenaje a «las voces más representativas de la época de oro en el género ranchero». Por ejemplo, Pedro Infante, Jorge Negrete, Javier Solís, Antonio Aguilar, Miguel Aceves Mejía y Vicente Fernández.[cita requerida]
En 2001 inaugura sus estudios de grabación Neo Audio y se convierte en un importante factor en su crecimiento como productor, músico y artista.

### Lo mejor de nosotros
El 18 de mayo del mismo año se publicó Lo Mejor de Nosotros. El primer disco que graba con su productora fue Lo mejor de nosotros, con canciones inéditas y la participación de Fato. Se hace acreedor de varios premios y nominaciones. Su sencillo «Me vas a extrañar» ocupa los primeros lugares en los territorios donde se promociona.[cita requerida]

### Y tenerte otra vez
El 25 de marzo de 2003 produce Y tenerte otra vez y es el primer trabajo hecho para su propio sello Equinoccio Records y licencia de Univisión. Incluye temas Como «Me falta valor», «Yo la amo» y «A pierna suelta».

### Con mariachi
Este es el último álbum con la discográfica Discos Musart ya que en este año se saca a la venta un álbum con temas inéditos durante el primer lapso del contrato firmado en 1989 y vencido en 1994 y durante 1994 y su renovación en 1998.

### Con orgullo por herencia
Lanzado el 27 de octubre de 2002. En el mismo año presentó el disco "Con orgullo por herencia” tributo a sus padres que incluye clásicos de Antonio Aguilar y Flor Silvestre.

### No soy de nadie
El 14 de junio de 2004 lanza el disco No soy de Nadie de la autoría de Fato. El tema «El autobús» vuelve a ocupar las listas de popularidad. Este disco también contó con temas de grandes compositores como Juan Gabriel, Luis Demetrio, Jesús Monarrez y composiciones propias.
En el mismo año produjo el tema oficial para Big Brother México «Miedo» siendo esta la primera producción pop después de quince años. El tema de Fato logra colocarse por casi tres meses como la canción más tocada de la república mexicana.[cita requerida]

### Historias de mi tierra
El 18 de octubre de 2005 con el álbum Historias de mi tierra hace homenaje a un clásico mexicano, el corrido. Canciones como «Dos amigos», «El federal de caminos» y «El corrido de Chihuahua» son incluidas en este trabajo. El disco se hace acreedor a un Grammy latino por Mejor álbum ranchero y a un Grammy americano por mejor álbum Mexicano Americano.

### Enamorado
El 15 de agosto de 2006 presenta el disco Enamorado, que es la segunda parte de Por el amor de siempre (1999) y en él se incluye el tema «Por amarte» de la telenovela de Televisa Destilando amor (2007). El disco es premiado con un Grammy Latino en la categoría de mejor álbum ranchero en 2007.
En 2009 solicitó a sus seguidores no comprar álbumes con su música de la disquera Musart ya que solo eran recopilaciones de álbumes pasados y no estaba obteniendo ningún beneficio de las ventas de dichos álbumes.[cita requerida]

## Vida personal
Su primer matrimonio con Carmen Treviño en 1990 lo convertiría en papá de José Emiliano Aguilar Treviño, su primer hijo. La pareja se divorció en 1995, en diversas entrevistas Pepe afirma que “se casaron muy jóvenes y se acabó el enamoramiento y el amor”. Pero eso no lo excluyó de la vida de su primogénito, ya que incluso llegaron a vivir juntos durante la infancia de José Emiliano, permitiéndole crecer junto con sus otros hermanos. 
En la actualidad José Emiliano Aguilar Treviño convirtió a Pepe en abuelo, su primera nieta llamada  Aislinn, llegó al mundo en el año 2022.
Tras su divorcio, conoció a Aneliz Álvarez-Alcalá durante el rodaje de un videoclip de su hermano, Antonio Aguilar Jr. y con quien posteriormente se casaría el 11 de octubre de 1997.
De su matrimonio con Aneliz Álvarez-Alcalá nacieron tres hijos:
Aneliz Aguilar Álvarez nacida en McAllen, Texas, el 7 de abril de 1998, casada con el abogado Luis Rodrigo Castillo.
Leonardo Antonio Aguilar Álvarez nacido en Ciudad de México, el 15 de agosto de 1999;
y Ángela Aguilar Álvarez nacida en Los Ángeles, California, el 8 de octubre de 2003, casada con el cantante Christian Nodal.

## Discografía

### Álbumes discográficos
- Pepe Aguilar con tambora (1990)
- Pepe Aguilar con tambora, vol. II (1991)
- Pepe Aguilar con tambora, vol. III (1991)
- Recuérdame bonito (1992)
- Chiquilla bonita (1993)
- Qué bueno (1994)
- Por mujeres cómo tú (1998)
- La familia Aguilar en vivo (1998)
- Por el amor de siempre (1999)
- Por una mujer bonita (1999)
- Lo grande de los grandes (2000)
- Lo mejor de nosotros (2001)
- Y tenerte otra vez (2003)
- Con mariachi (2003)
- Con orgullo por herencia (2003)
- No soy de nadie (2004)
- Historias de mi tierra (2005)
- Enamorado (2006)
- En vivo live (2007)
- 100% mexicano (2007)
- Homenaje (2008)
- BiCentenario 1810/1910/2010 (2010)
- Negociaré con la pena (2011)
- Más de un camino (2012)
- Lástima que sean ajenas (2013)
- MTV Unplugged (2014)
- No lo había dicho (2016)
- Fue un placer conocerte: Gracias Juan Gabriel, vol. 1 (2018)
- Setentas (2020)
- Mexicano hasta los huesos (2021)
- A la medida (2022)
- Que llueva tequila (2024)
- Mi suerte es ser mexicano (2025)

## Colaboraciones
- 1994 - Estás fallando - a dueto con Joan Sebastian
- 2003 - Somos - a dueto con Lucho Gatica
- 2005 - Fuerte no soy - para el álbum X, vol. 2 de Intocable
- 2006 - Besando la cruz - para el álbum Rigo es amor
- 2006 - Mi credo - a dueto con Tiziano Ferro
- 2007 - Mi cariñito - para el álbum Homenaje a Pedro Infante
- 2011 - Al fin me armé de valor - a dueto con Reyli Barba
- 2014 - Viento - a dueto con Saúl Hernández
- 2015 - El triste - a dueto con José José
- 2015 - Ven y camina conmigo - a dueto con  Bunbury
- 2016 - La cima del cielo  - para el álbum Ida y vuelta de Ricardo Montaner
- 2016 - Amigos nada más - a dueto con Los Ángeles Azules
- 2016 - Lo siento - a dueto con Sasha, Benny y Erik
- 2017 - Tu sangre en mi cuerpo - a dueto con Ángela Aguilar
- 2017 - Respóndeme tú - a dueto con Yuridia
- 2018 - Cómo fui a enamorarme de ti - para el álbum Todos somos MAS
- 2018 - On my own - a dueto con Filippa Giordano
- 2018 - Ni contigo, ni sin ti - a dueto con Los Ángeles Azules
- 2018 - Perdóname - a dueto con La Beriso
- 2020 - Nadie es eterno - a dueto con Leonardo Aguilar
- 2021 - Tus desprecios - a dueto con El Fantasma
- 2022 - No me hablen de amor - a dueto con Intocable
- 2022 - Enseñanza de los viejos - a dueto con El Fantasma
- 2023 - Ojalá te duela - a dueto con Marc Anthony
- 2024 - Mis impulsos sobre ti - a dueto con Aleks Syntek
- 2024 - Bandido de amores - a dueto con Leonardo Aguilar
- 2024 - Lamentablemente - a dueto con Carín León

## Otras colaboraciones
También es productor y ha trabajado con artistas latinos como Lupita D'Alessio, Guadalupe Pineda, Edith Márquez, entre otros.
Ha colaborado con estrellas del rock mexicano como Julieta Venegas y Ely Guerra, además de componer y producir el tema de los premios "OYE", de 2005.
De igual manera escribió y produjo el tema del Teletón 2005 en México, el cual interpretó al lado de Sin Bandera, Reyli, Kalimba y Natalia y La Forquetina.

## Canciones para telenovelas
- Atrévete a olvidarme 2001 - «Eres mía»
- Destilando amor 2007 - «Por amarte»
- Ni contigo ni sin ti 2011 - «Ni contigo... Ni sin ti»
- Amanecer 2025 - «Quererte bien»

## Premios y reconocimientos
Ganador de cuatro premios Grammy y cuatro premios Grammy Latino y varios discos de Oro y Platino, una discografía de 20 álbumes y alrededor de diez millones de copias vendidas en Estados Unidos y México.[cita requerida] También recibió el Premio a la herencia hispana junto Carlos Vives.

### Premios Grammy
Los Premios Grammy son entregados anualmente por la Academia de Grabación de los Estados Unidos. Aguilar ha recibido cuatro premios de siete nominaciones.
| Año  | Trabajo                 | Categoría                                                   | Resultado |
| ---- | ----------------------- | ----------------------------------------------------------- | --------- |
| 2000 | Por el amor de siempre  | Mejor álbum mexicana/mexicana-americana                     | Nominado  |
| 2001 | Por una mujer bonita    | Mejor álbum mexicana/mexicana-americana                     | Ganador   |
| 2002 | Lo mejor de nosotros    | Mejor álbum mexicana/mexicana-americana                     | Nominado  |
| 2007 | Historias de mi tierra  | Mejor álbum mexicana/mexicana-americana                     | Ganador   |
| 2008 | 100% Mexicano           | Mejor álbum mexicana/mexicana-americana                     | Ganador   |
| 2012 | Bicentenario            | Mejor álbum regional mexicano o tejano                      | Ganador   |
| 2015 | Lástima que sean ajenas | Mejor álbum de música regional mexicana (incluyendo tejano) | Nominado  |

### Premios Grammy Latinos
Los Premios Grammy Latinos son galardones otorgados por la Academia Latina de Artes y Ciencias de la Grabación. Aguilar ha recibido cuatro premios de diecinueve nominaciones.
| Año  | Trabajo                            | Categoría                         | Resultado |
| ---- | ---------------------------------- | --------------------------------- | --------- |
| 2000 | Por mujeres como tú                | Mejor álbum de música ranchera    | Nominado  |
| 2000 | «Me estoy acostumbrando a ti»      | Mejor canción regional mexicana   | Nominado  |
| 2002 | Lo mejor de nosotros               | Mejor álbum de música ranchera    | Nominado  |
| 2002 | «Apuesto»                          | Mejor canción regional mexicana   | Nominado  |
| 2003 | Y Tenerte otra vez                 | Mejor álbum de música ranchera    | Nominado  |
| 2004 | Con orgullo por herencia           | Mejor álbum de música ranchera    | Nominado  |
| 2005 | Diez de Intocable (Como productor) | Álbum del año                     | Nominado  |
| 2005 | No soy de nadie                    | Mejor álbum de música ranchera    | Nominado  |
| 2006 | Historias de mi tierra             | Mejor álbum de música ranchera    | Ganador   |
| 2007 | Enamorado                          | Mejor álbum de música ranchera    | Ganador   |
| 2007 | «Por amarte»                       | Mejor canción regional mexicana   | Nominado  |
| 2008 | 100% Mexicano                      | Mejor álbum de música ranchera    | Nominado  |
| 2010 | «Chaparrita»                       | Mejor canción regional mexicana   | Nominado  |
| 2011 | Bicentenario                       | Mejor álbum de música ranchera    | Nominado  |
| 2012 | Negociaré con la pena              | Mejor álbum pop vocal tradicional | Nominado  |
| 2012 | Más de un camino                   | Mejor álbum de música ranchera    | Ganador   |
| 2014 | Lástima que sean ajenas            | Mejor álbum de música ranchera    | Ganador   |
| 2015 | MTV Unplugged                      | Álbum del año                     | Nominado  |
| 2016 | «Cuestión de esperar»              | Grabación del año                 | Nominado  |